# 노 리스펙트 포 뷰티
노 리스펙트 포 뷰티(No Respect for Beauty)는 대한민국의 록 밴드이다.

## 구성원
- 최준석 - 기타
- 최우영 - 베이스
- 김한신 - 드럼

## 음반
- 2012년 1집 - Why perish

## 출연
- TOP밴드 2 (KBS 2TV, 2012년)

## 경력
- 2011년 EBS 스페이스 공감 9월의 헬로루키 선정